# Camerun ai Giochi della XX Olimpiade
Il Camerun partecipò ai Giochi della XX Olimpiade che si sono svolti a Monaco di Baviera dal 26 agosto all'11 settembre 1972, con una delegazione di 11 atleti impegnati in 3 discipline: atletica leggera, ciclismo e pugilato. Il portabandiera fu Gaston Malam, che gareggiò nei 100 e nei 200 metri. Fu la terza partecipazione di questo paese ai Giochi. Non fu conquistata nessuna medaglia.